# Flota de pi groga
La flota de pi groga (Hypholoma fasciculare) és una flota pertanyent a la família de les estrofariàcies.

## Morfologia

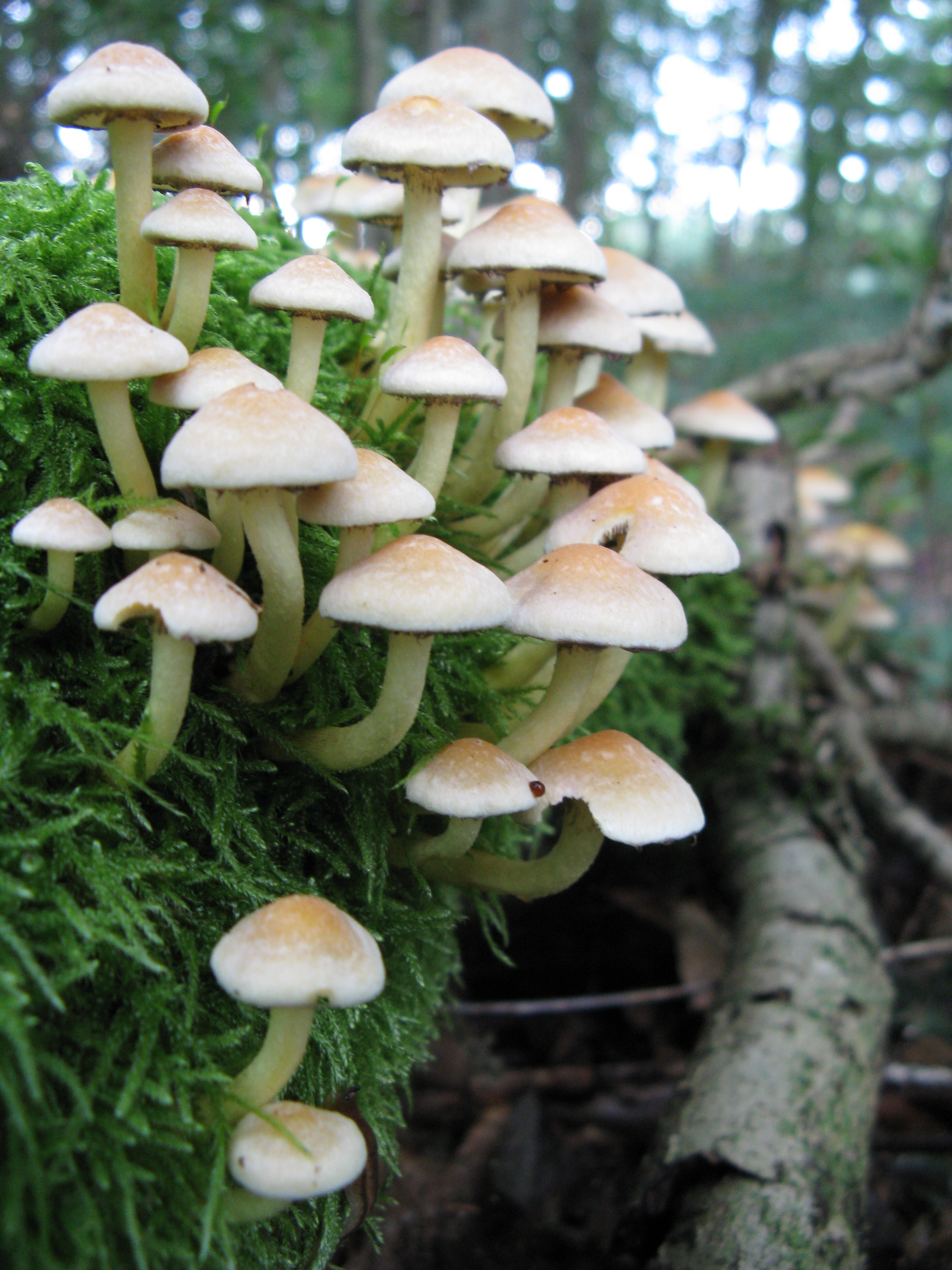
Flota de pi groga (Hypholoma fasciculare)

El barret (globós al començament) es desplega aviat amb un mamelló més o menys clar, i s'aplana al final. Es mostra prim i poc carnós. La cutícula, de color groc sofre a ocre, enrogeix amb l'edat (sobretot al centre) a causa de les espores que, abandonades pels exemplars que creixen al seu voltant, s'hi acumulen. El marge, molt fi, mostra en els exemplars joves restes fugaces de cortina.
- Les làmines, fines i molt juntes, adnates, presenten una coloració groc sofre amb reflexos verds, molt característica. En la maduresa viren a color oliva, després a bru verdós.
- La cama, prima, sinuosa, s'estira llargament en punta a la base. Groc sofre, es tenyeix de roig a la base. A la part superior, algunes restes de cortina blanquinoses formen una feble zona anular que es taca de bru porpra a causa de les espores.
- La carn, poc densa, elàstica, fibrosa sobretot al peu, té una consistència robusta. Està tintada de groc sofre i de rogenc a la base del peu. Desprèn una olor desagradable de iode i té un sabor molt amarg.
- Forma bonics ramells acolorits d'individus esvelts, amb làmines de color groc verd.[3]

## Hàbitat
Molt estès, apareix en ramells voluminosos d'individus units pel peu. Els barrets grocs sofre recobreixen les soques, les arrels podrides i els troncs caiguts de frondoses i coníferes. És molt comú i, amb més o menys abundor, es pot trobar gairebé durant tot l'any, sobretot a la temporada de bolets.

## Comentaris
Es troba a Euràsia (com ara, Andorra, Àustria, Bèlgica, Txèquia, Dinamarca, Estònia, Finlàndia, França, Alemanya, Islàndia, Irlanda, Itàlia, Luxemburg, Noruega, Polònia, Eslovàquia, Eslovènia, la península Ibèrica, Suècia, Suïssa, la Gran Bretanya, el territori de l'antiga URSS, Grècia, Turquia (Anatòlia), l'Iran, el Pakistan, el Japó, Malàisia i les illes Filipines), Amèrica (Mèxic, l'Argentina, el Brasil, el Canadà i els Estats Units), Austràlia, Nova Zelanda i les illes Hawaii.

## Toxicitat
És molt amarg, lleugerament tòxic (els seus principals components tòxics, fasciculol E i fasciculol F, són capaços de provocar gastroenteritis, vòmits, diarrees i convulsions), desprèn una olor desagradable i no és comestible. La seua amargantor evita que sovintegin els emmetzinaments, però, tot i així, no tothom n'està convençut i hom sospita que és al darrere d'algunes morts a la Xina.
Hypholoma capnoides és una mica menys prim que el bolet de pi i sovint s'hi confon. És menys estès, propi de soques de coníferes i forma ramells nombrosos. Es diferencia del seu parent sobretot per l'absència de coloració verd o groc sofre, el barret groc ocre a lleonat del centre i la carn, blanquinosa, de sabor dolç, comestible però sense valor. Hypholoma sublateritium és una espècie més robusta, de grandària mitjana, amb el barret típicament vermell maó, que s'apaga ràpidament. Se'l distingeix del bolet de pi pel marge, més clar, que presenta blens (vestigis de vel), sobretot en els joves, i les làmines, groc pàl·lid i després oliva, que es tornen d'un negre violeta al final.

## Comestibilitat
Ha estat emprat amb èxit com un tractament experimental per a desplaçar una malaltia micòtica comuna de les coníferes anomenada Armillaria solidipes.